# Kathedraal van Luxemburg
De Kathedraal van Luxemburg (Frans: Cathédrale Notre-Dame, Luxemburgs: Kathedral Notre-Dame, Duits: Kathedrale unserer lieben Frau) is de bisschoppelijke kerk van Luxemburg. Het was oorspronkelijk een collegiale kerk van de jezuïeten uit het begin van de 17e eeuw. Toen de jezuïetenorde in 1773 door de paus werd opgeheven, werd hun collegiale kerk de parochiekerk van de stad, met de naam Kerk van St. Nicolaas en St. Theresa.
Luxemburg was door de eeuwen heen nooit bisschopsstad geweest, maar had geressorteerd onder het bisdom Trier.
Toen in 1866 de band tussen Luxemburg en de Duitse Bond verbroken werd, voelde men in Luxemburg een versterkte behoefte aan meer autonomie op kerkelijk gebied. In 1870 werd Luxemburg tot bisdom verheven. De 17e-eeuwse jezuïetenkerk werd toen kathedraal en bij die gelegenheid omgedoopt tot "Cathédrale Notre-Dame de Luxembourg". Omdat de kerk voor een kathedraal wat aan de kleine kant was, werd deze tussen 1935 en 1938 uitgebreid met een nieuw koor en een dwarsschip, waardoor de oppervlakte ruim verdubbelde. De 20e-eeuwse nieuwbouw harmonieert goed met de barokke 17e-eeuwse kerk en geeft het grondplan van de kerk de vorm van een Latijns kruis.
In de kerk staat ook een 17e-eeuws beeld van Maria Consolatrix Afflictorum (Maria Troosteres der Bedroefden) dat oorspronkelijk had gestaan in een kapel iets buiten de wallen van de oude stad. Dit beeld zou de stad geholpen hebben tijdens een pestepidemie. Het wordt elk jaar meegedragen in de grote Oktaafprocessie twee weken voor Pinksteren.
In de crypte van de kathedraal zijn diverse leden van de groothertogelijke familie begraven en bevindt zich ook een grafmonument van de middeleeuwse graaf Jan de Blinde.

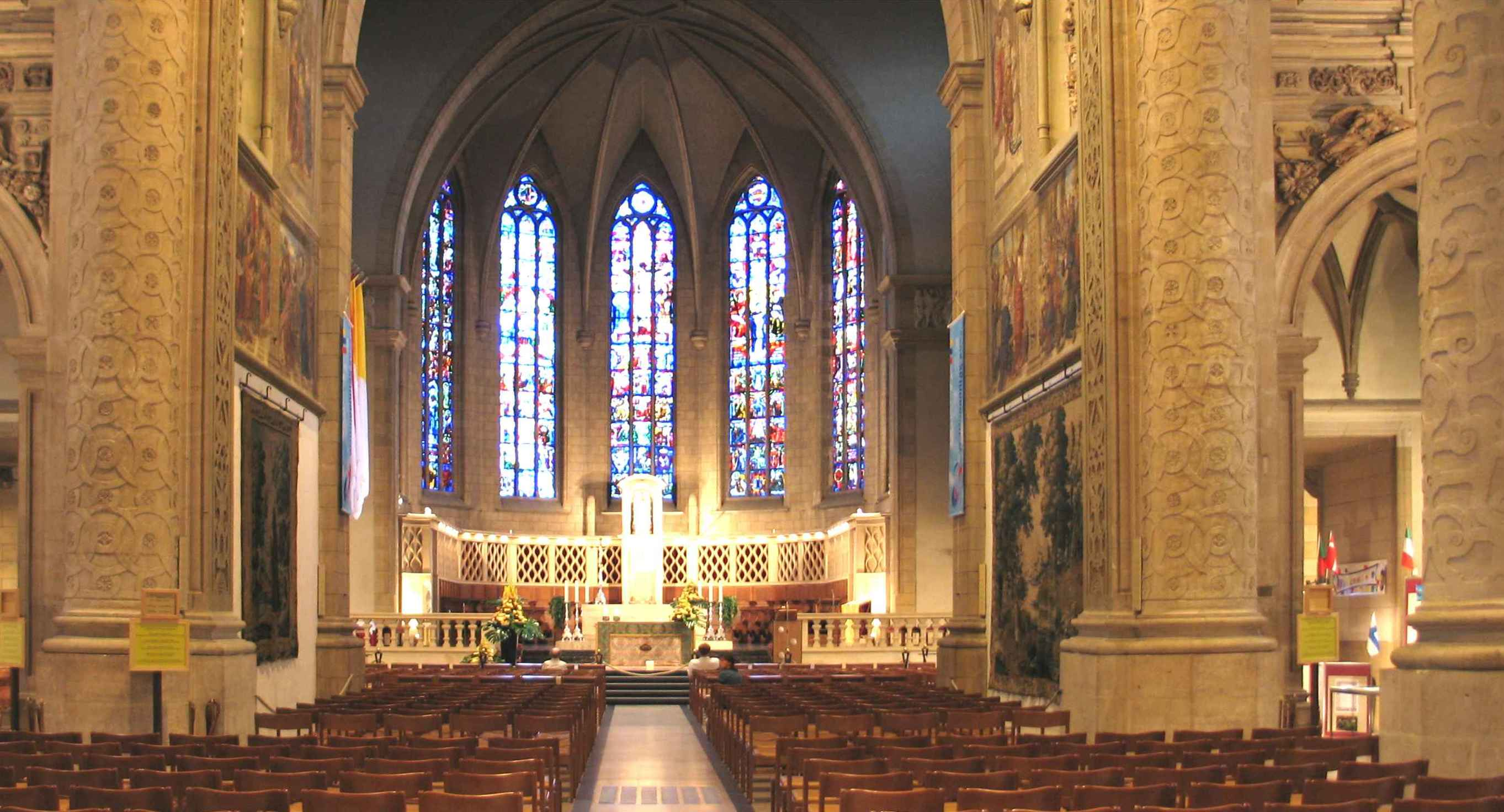
Koor, 20e-eeuwse nieuwbouw
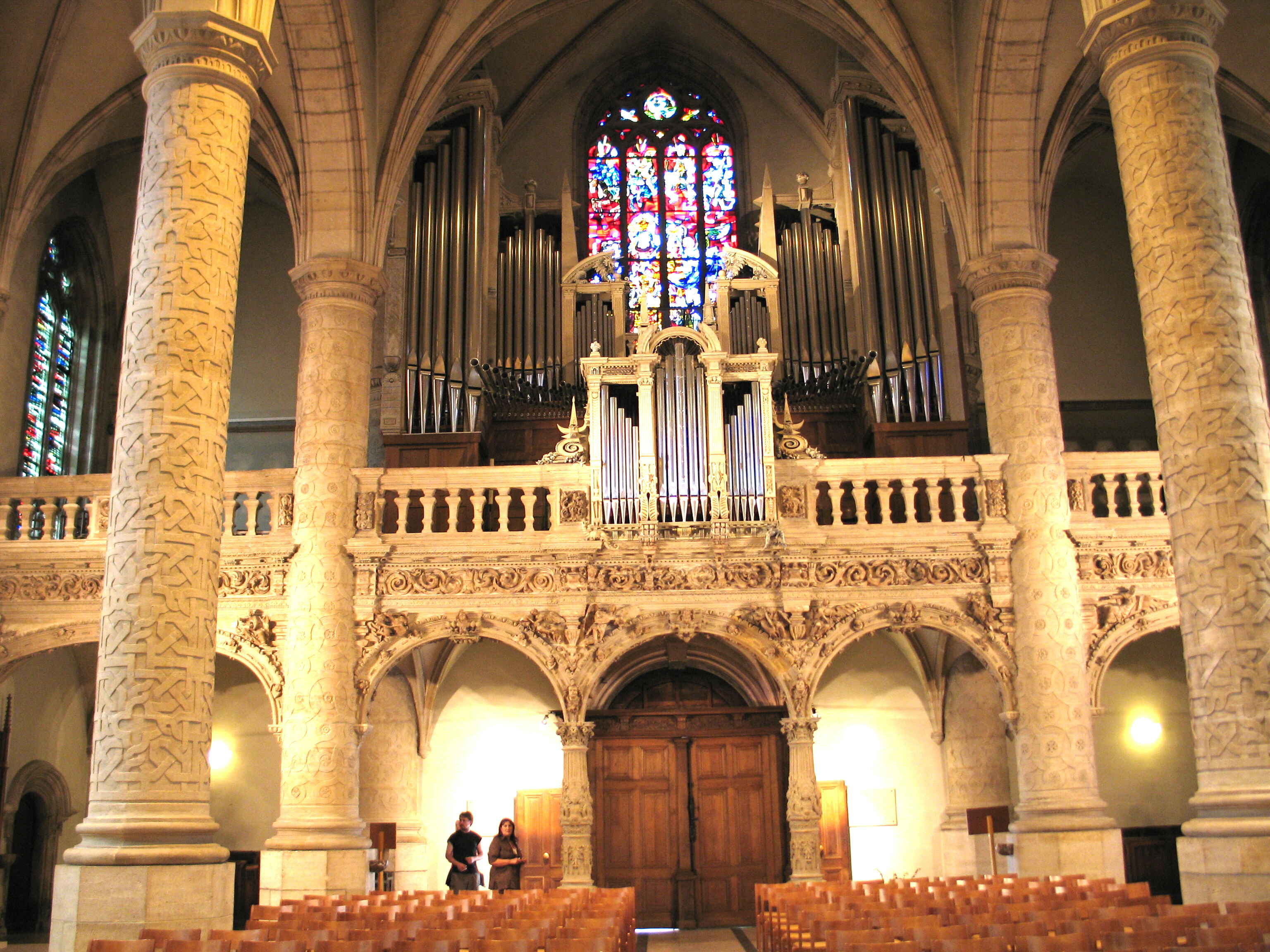
Orgel, 17e-eeuwse kerkdeel